# Tomàs Garcés
Tomàs Garcés i Miravet (Barcelona, 9 de octubre de 1901-Barcelona, 16 de noviembre de 1993) fue un abogado, poeta y profesor universitario español, fundador de la revista Quaderns de Poesia.

## Biografía

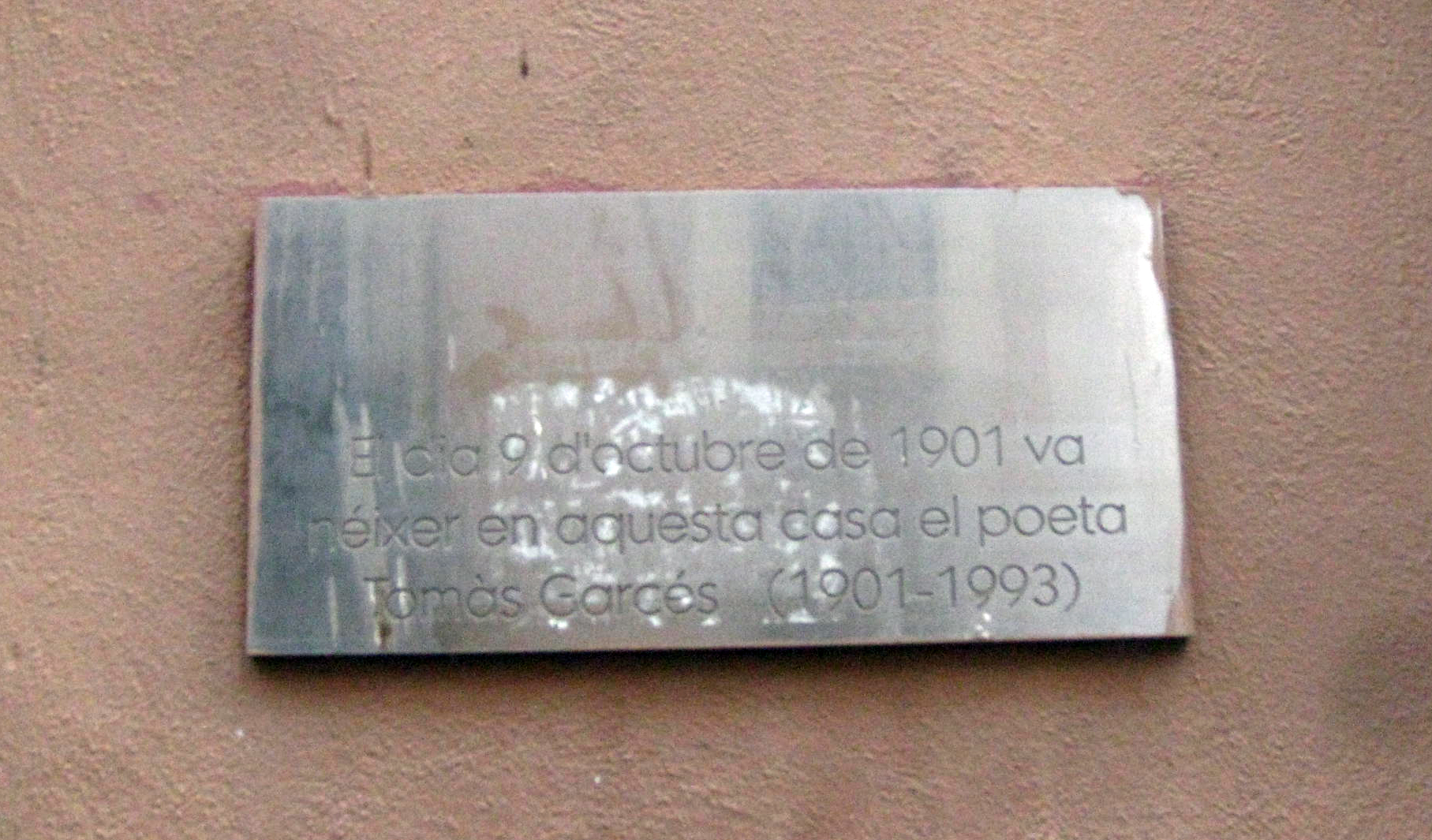
Placa conmemorativa del nacimiento del poeta

De bien pequeño fue amigo de Joan Salvat-Papasseit, cuya obra lo marcó profundamente. Con 18 años, inició su relación con la literatura al fundar la revista Mar Vella. Estudió Derecho y Filosofía y Letras en la Universidad de Barcelona. En 1922, se inició como crítico literario, en el periódico La Publicitat. Durante los años treinta, fue miembro del consejo de redacción de la revista Quaderns de Poesia, junto a reconocidos autores del periodo como el poeta y humanista Carles Riba, J V Foix, Marià Manent y Joan Teixidor.
Se casó con Pilar Brusés Danis (1903-1991), con quien tuvo ocho hijos: María Nuria, Carme, Ventura, Isabel, Jan, Pere, Jordi y Marta.
Al estallar la Guerra Civil huyó a Francia, donde fue profesor de español en la Universidad de Toulouse e intimó con Josep Sebastià Pons.
Regresó a Cataluña en 1947, donde se dedicó cada vez más a su carrera laboral como abogado. En 1981 fue galardonado con la Baldomar, Cruz de Sant Jordi, otorgada por la Generalidad de Cataluña. En 1992 le fue otorgada la Medalla de Oro al Mérito Artístico de la Ciudad de Barcelona, y en 1993 el Premio de Honor de las Letras Catalanas concedido por Òmnium Cultural seis meses antes de fallecer.

## Obra publicada
| - 1922: Vint cançons, Barcelona, Llibreria Nacional Catalana - 1924: L'ombra del lledoner, Barcelona, Editorial d’Art - 1927: El somni, Barcelona, Editorial d’Art - 1931: Paradís, Barcelona, Editorial La Branca - 1935: El senyal, Barcelona, Editorial d’Art - 1947: El caçador, Barcelona, Selecta - 1949: Vint cançons i altres poemes - 1951: La nit de Sant Joan, Barcelona, Quaderns de poesia - 1953: Grèvol i molsa, Barcelona, Barcino - 1955: Viatge d'octubre, Barcelona, Edicions Proa - 1961: Obra poètica, pról. de J. S. Pons, Barcelona, Selecta - 1971: Plec de poemes, Barcelona, Catalònia - 1981: Vers i prosa, Barcelona, Joventut - 1985: Escrit a terra, Barcelona, Columna - 1986: Poesia completa (1922-1985), Barcelona, Columna | - 1926: Paisatges i lectures, Barcelona, Catalònia - 1933: Notes sobre poesia, Barcelona, Llibreria Catalònia - 1962: Quadern de la Selva, Barcelona, La Polígrafa (Quaderns de Poesia,6) - 1972: Sobre Salvat-Papasseit i altres escrits, Barcelona, Selecta - 1981: Els dotze llibres d'Agelet, Lleida, Institut d’Estudis Ilerdencs - 1984: El temps que fuig (dietari 1933-1983), Barcelona, Laertes - 1985: Cinc converses amb Joaquim Ruyra, Víctor Català, Pompeu Fabra, Josep Carner, Guerau de Liost, Barcelona, Columna - 1988: Prosa completa I, Barcelona, Columna - 1991: Prosa completa II, Barcelona, Columna |